# وین‌هایتس (پنسیلوانیا)
وین‌هایتس (به انگلیسی: Wayne Heights) یک منطقهٔ مسکونی در ایالات متحده آمریکا است که در شهرستان فرانکلین، پنسیلوانیا واقع شده‌است. وین‌هایتس ۵٫۵ کیلومتر مربع مساحت و ۲٬۵۴۵ نفر جمعیت دارد و ۱۹۵٫۰۷ متر بالاتر از سطح دریا واقع شده‌است.